# Proculus mniszechi
Espèce
Proculus mniszechi est une espèce d'insectes coléoptères de la famille des Passalidae.

## Répartition
Proculus mniszechi se rencontre au Guatemala et au Honduras.

## Classification
Le nom valide complet (avec auteur) de ce taxon est Proculus mniszechi Kaup, 1868.
Proculus mniszechi a pour synonymes :
- Proculus kraatzi Kuwert, 1898
- Proculus magister Casey, 1897